# 1961 no desporto

## Eventos
Automobilismo
- 10 de setembro - O norte-americano Phil Hill vence o GP da Itália e torna-se Campeão Mundial de Fórmula 1 com uma prova de antecedência. A competição ficou marcada logo ao final da primeira volta por um desastre que matou 14 pessoas e feriu 17. Entre as vítimas fatais inclui-se o piloto alemão Wolfgang Von Trips, que antes dessa prova liderava o campeonato mundial.[1]

Futebol
- 31 de maio - O Benfica vence o Barcelona por 3 a 2, no Wankdorf Stadium, em Berna, na Suíça, sagrando-se campeão da Taça dos Clubes Campeões Europeus pela primeira vez na sua história.[2]
- 11 de junho - O Peñarol empata em 1 a 1 com o Palmeiras, no Pacaembu, e torna-se bicampeão da Libertadores da América. No jogo de ida, no Estádio Centenario, em Montevidéu, o Carbonero venceu-o por 1 a 0.[3]
- 19 de setembro – O Peñarol vence o Benfica por 2 a 1 e torna-se campeão da Copa Intercontinental no terceiro jogo (jogo de desempate). No primeiro jogo, o Carbonero perdeu por 1 a 0 no Estádio da Luz, em Lisboa; no segundo jogo, no Estádio Centenário, em Montevidéu, venceu-o por 5 a 0.[4]

## Nascimentos
| Data            | Nome                      | Profissão                                         | Nacionalidade                    | Observações | Ref   |
| --------------- | ------------------------- | ------------------------------------------------- | -------------------------------- | ----------- | ----- |
| 3 de janeiro    | Álvaro Magalhães          | futebolista                                       | Portugal                         |             |       |
| 8 de janeiro    | Calvin Smith              | atleta, velocista                                 | Estados Unidos                   |             |       |
| 12 de janeiro   | Lucas Sang                | atleta, meio-fundista                             | Quênia                           | m. 2008     | [ 5 ] |
| 13 de janeiro   | Norberto Scoponi          | futebolista                                       | Argentina                        |             |       |
| 17 de janeiro   | Maia Chiburdanidze        | enxadrista                                        | Geórgia                          |             |       |
| 20 de janeiro   | Jorge Kajuru              | jornalista desportivo e apresentador de televisão | Brasil                           |             |       |
| 22 de janeiro   | Elzo Coelho               | futebolista                                       | Brasil                           |             |       |
| 24 de janeiro   | Guido Buchwald            | jogador e treinador de futebol                    | Alemanha                         |             |       |
| 29 de janeiro   | Petra Thümer              | nadadora                                          | Alemanha Oriental                |             |       |
| 21 de fevereiro | Yobes Ondieki             | atleta, fundista                                  | Quênia                           |             |       |
| 23 de fevereiro | Jim Bray                  | patinador                                         | Estados Unidos                   |             |       |
| 28 de fevereiro | Eric Bachelart            | automobilista                                     | Bélgica                          |             |       |
| 14 de março     | Hiro Matsushita           | automobilista                                     | Japão                            |             |       |
| 3 de março      | Perry McCarthy            | automobilista                                     | Inglaterra                       |             |       |
| 15 de março     | Sabine Baeß               | patinadora artística                              | Alemanha Oriental                |             |       |
| 19 de março     | Rune Bratseth             | futebolista                                       | Noruega                          |             |       |
| 21 de março     | Lothar Matthäus           | jogador e treinador de futebol                    | Alemanha                         |             |       |
| 27 de março     | Parker Johnstone          | automobilista                                     | Estados Unidos                   |             |       |
| 27 de março     | Tony Rominger             | ciclista                                          | Suíça                            |             |       |
| 29 de março     | Gary Brabham              | automobilista                                     | Austrália                        |             |       |
| 30 de março     | Mike Thackwell            | automobilista                                     | Nova Zelândia                    |             |       |
| 7 de abril      | Luigi De Agostini         | futebolista                                       | Itália                           |             |       |
| 12 de abril     | Corrado Fabi              | automobilista                                     | Itália                           |             |       |
| 20 de abril     | Paolo Barilla             | automobilista                                     | Itália                           |             |       |
| 20 de abril     | Aleksandr Zavarov         | jogador e treinador de futebol                    | União Soviética[3]               |             |       |
| 23 de abril     | Pierluigi Martini         | automobilista                                     | Itália                           |             |       |
| 25 de abril     | Vasiliy Rats              | futebolista                                       | União Soviética                  |             |       |
| 30 de abril     | Franky Van Der Elst       | jogador e treinador de futebol                    | Bélgica                          |             |       |
| 30 de abril     | Isiah Thomas              | basquetebolista                                   | Estados Unidos                   |             |       |
| 3 de maio       | Steve McClaren            | jogador e treinador de futebol                    | Inglaterra                       |             |       |
| 12 de maio      | Thomas Dooley             | jogador e treinador de futebol                    | Estados Unidos                   |             |       |
| 13 de maio      | Dennis Rodman             | basquetebolista                                   | Estados Unidos                   |             |       |
| 23 de maio      | Daniele Massaro           | futebolista                                       | Itália                           |             |       |
| 27 de maio      | Pierre-Henri Raphanel     | automobilista                                     | França                           |             |       |
| 20 de maio      | Kitty Carruthers          | patinadora artística                              | Estados Unidos                   |             |       |
| 1 de junho      | Werner Günthör            | atleta, lançador do peso                          | Suíça                            |             |       |
| 12 de junho     | Julius Kariuki            | atleta, fundista                                  | Quênia                           |             |       |
| 24 de junho     | Natalia Shaposhnikova     | ginasta                                           | União Soviética[1]               |             |       |
| 26 de junho     | Greg LeMond               | ciclista                                          | Estados Unidos                   |             |       |
| 1 de julho      | Carl Lewis                | atleta, velocista                                 | Estados Unidos                   |             |       |
| 21 de julho     | Paul Duchesnay            | patinador artístico                               | França                           |             |       |
| 23 de julho     | Mário Silva               | atleta, meio-fundista                             | Portugal                         |             |       |
| 28 de julho     | Yannick Dalmas            | automobilista                                     | França                           |             |       |
| 29 de julho     | Dimitris Saravakos        | futebolista                                       | Grécia                           |             |       |
| 1 de agosto     | Allen Berg                | automobilista                                     | Canadá                           |             |       |
| 7 de agosto     | Yelena Davydova           | ginasta                                           | União Soviética[1]               |             |       |
| 15 de agosto    | Dietmar Mögenburg         | atleta, saltador em altura                        | Alemanha Ocidental               |             |       |
| 21 de agosto    | Lance Deal                | atleta, lançador de martelo                       | Estados Unidos                   |             |       |
| 1 de setembro   | Scott Bigelow             | lutador de wrestling                              | Estados Unidos                   | m. 2007     | [ 6 ] |
| 2 de setembro   | Carlos Valderrama         | futebolista                                       | Colômbia                         |             |       |
| 15 de setembro  | Frank Emmelmann           | atleta, velocista                                 | Alemanha Oriental                |             |       |
| 20 de setembro  | Erwin Koeman              | jogador e treinador de futebol                    | Países Baixos                    |             |       |
| 25 de setembro  | Ronnie Whelan             | futebolista                                       | Irlanda                          |             |       |
| 25 de setembro  | Tracy Wilson              | patinadora artística                              | Canadá                           |             |       |
| 28 de setembro  | Yordanka Donkova          | atleta, barreirista                               | Bulgária                         |             |       |
| 30 de setembro  | Eric van de Poele         | automobilista                                     | Bélgica                          |             |       |
| 1 de outubro    | Walter Mazzarri           | treinador de futebol                              | Itália                           |             |       |
| 5 de outubro    | Claudia Kristofics-Binder | patinadora artística                              | Áustria                          |             |       |
| 9 de outubro    | Julian Bailey             | automobilista                                     | Inglaterra                       |             |       |
| 20 de outubro   | Ian Rush                  | futebolista                                       | País de Gales                    |             |       |
| 23 de outubro   | Andoni Zubizarreta        | futebolista                                       | Espanha                          |             |       |
| 25 de outubro   | John Sivebæk              | futebolista                                       | Dinamarca                        |             |       |
| 29 de outubro   | Cornelia Oschkenat        | atleta, barreirista                               | Alemanha Oriental                |             |       |
| 31 de outubro   | Alonzo Babers             | atleta, velocista                                 | Estados Unidos                   |             |       |
| 7 de novembro   | Sergey Aleynikov          | treinador e futebolista                           | União Soviética[2]               |             |       |
| 12 de novembro  | Enzo Francescoli          | futebolista                                       | Uruguai                          |             |       |
| 12 de novembro  | Nadia Comăneci            | ginasta                                           | Roménia                          |             |       |
| 18 de novembro  | Sergey Gorlukovich        | futebolista                                       | União Soviética[2]               |             |       |
| 22 de novembro  | Alemão                    | futebolista                                       | Brasil                           |             |       |
| 1 de dezembro   | Abdullah Al-Deayea        | futebolista                                       | Arábia Saudita                   |             | <ref> |
| 12 de dezembro  | Andrey Perlov             | atleta, marchador                                 | Rússia (atual) · União Soviética |             |       |
| 18 de dezembro  | Brian Orser               | patinador artístico                               | Canadá                           |             |       |
| 20 de dezembro  | Freddie Spencer           | motociclista                                      | Estados Unidos                   |             |       |
| 30 de dezembro  | Ben Johnson               | atleta, velocista                                 | Canadá                           |             |       |

- 1 ↑  atualmente  Rússia
- 2 ↑  atualmente  Bielorrússia
- 3 ↑  atualmente  Ucrânia

## Mortes
| Data            | Nome                 | Profissão            | Nacionalidade  | Observações     | Ref |
| --------------- | -------------------- | -------------------- | -------------- | --------------- | --- |
| 15 de fevereiro | Bradley Lord         | patinador artístico  | Estados Unidos | n. 1939         |     |
| 15 de fevereiro | Dan Ryan             | patinador artístico  | Estados Unidos | n. 1930         |     |
| 15 de fevereiro | Diane Sherbloom      | patinadora artística | Estados Unidos | n. 1942         |     |
| 15 de fevereiro | Dona Lee Carrier     | patinadora artística | Estados Unidos | n. 1940         |     |
| 15 de fevereiro | Douglas Ramsay       | patinador artístico  | Estados Unidos | n. 1944         |     |
| 15 de fevereiro | Dudley Richards      | patinador artístico  | Estados Unidos | n. 1932         |     |
| 15 de fevereiro | Edi Scholdan         | patinador artístico  | Áustria        | n. 1911 ou 1912 |     |
| 15 de fevereiro | Gregory Kelley       | patinador artístico  | Estados Unidos | n. 1944         |     |
| 15 de fevereiro | Ila Ray Hadley       | patinadora artística | Estados Unidos | n. 1942         |     |
| 15 de fevereiro | Larry Pierce         | patinador artístico  | Estados Unidos | n. 1936         |     |
| 15 de fevereiro | Laurence Owen        | patinadora artística | Estados Unidos | n. 1944         |     |
| 15 de fevereiro | Laurie Hickox        | patinadora artística | Estados Unidos | n. 1945         |     |
| 15 de fevereiro | Maribel Owen         | patinadora artística | Estados Unidos | n. 1940         |     |
| 15 de fevereiro | Maribel Vinson       | patinadora artística | Estados Unidos | n. 1911         |     |
| 15 de fevereiro | Patricia Dineen      | patinadora artística | Estados Unidos | n. 1935         |     |
| 15 de fevereiro | Ray Hadley, Jr.      | patinador artístico  | Estados Unidos | n. 1943         |     |
| 15 de fevereiro | Rhode Lee Michelson  | patinadora artística | Estados Unidos | n. 1943         |     |
| 15 de fevereiro | Robert Dineen        | patinador artístico  | Estados Unidos | n. 1935         |     |
| 15 de fevereiro | Roger Campbell       | patinador artístico  | Estados Unidos | n. 1942         |     |
| 15 de fevereiro | Stephanie Westerfeld | patinadora artística | Estados Unidos | n. 1943         |     |
| 15 de fevereiro | William Hickox       | patinador artístico  | Estados Unidos | n. 1942         |     |
| 25 de abril     | Robert Garrett       | atleta               | Estados Unidos | n. 1875         |     |
| 12 de maio      | Tony Bettenhausen    | automobilista        | Estados Unidos | n. 1916         |     |
| 10 de setembro  | Wolfgang von Trips   | automobilista        | Alemanha       | n. 1928         |     |